# أندرياس فوغلر (لاعب كرة قدم)
أندرياس فوغلر (بالألمانية: Andreas Vogler) (5 فبراير 1965 ببرلين الغربية - ) هو لاعب كرة قدم ألماني في مركز الهجوم. لعب مع نادي أيك لارنكا ونادي كاراكاس ونادي هرتا برلين وSV Tasmania Berlin ‏ وFC Gütersloh ‏ وتنس بوروسيا برلين وSpandauer SV ‏ وغوترسلوه 2000 ‏ وFC Stahl Brandenburg ‏ وSpVg Blau-Weiß 90 Berlin ‏ و.

## وصلات خارجية
- أندرياس فوغلر على موقع بيانات كرة القدم. دي إي (الألمانية)
- أندرياس فوغلر على موقع عالم كرة القدم.نت (الإنجليزية)